# Torneo Internacional de Chile 1964
El Torneo Internacional de Chile 1964 fue la 10.ª y la 11.ª edición del torneo amistoso de fútbol, de carácter internacional, disputado en Santiago de Chile, que, por primera vez, consistió en dos competiciones distintas jugadas en un mismo año, entre enero y febrero de 1964, una vez finalizada la temporada 1963 del fútbol chileno:
- Pentagonal de Santiago de Chile 1964: fue la 10.ª edición del Torneo Internacional de Chile y se jugó desde el 11 de enero hasta el 25 de enero de 1964, bajo el sistema de todos contra todos y contó con la participación de dos equipos chilenos y tres extranjeros.
- Cuadrangular de Santiago de Chile 1964: fue la 11.ª edición del Torneo Internacional de Chile y se jugó desde el 7 de febrero hasta el 14 de febrero de 1964, bajo el sistema de todos contra todos y contó con la participación de dos equipos chilenos y dos extranjeros.

Todos los partidos se jugaron en el Estadio Nacional de Chile.
Los campeones fueron Universidad de Chile, que participó en ambos torneos, e Independiente de Argentina.

## Pentagonal de Santiago de Chile 1964
El Pentagonal de Santiago de Chile 1964 fue la 10.ª edición del torneo amistoso de fútbol, de carácter internacional, disputado en Santiago de Chile y se jugó desde el 11 de enero hasta el 25 de enero de 1964, una vez finalizada la temporada 1963 del fútbol chileno.
El pentagonal, que se desarrolló bajo el sistema de todos contra todos, contó con la participación de Colo-Colo y Universidad de Chile como equipos anfitriones, y de Flamengo de Brasil, Nacional de Uruguay y Racing de Argentina como equipos invitados.
Todos los partidos se jugaron en el Estadio Nacional de Chile.
El campeón fue Universidad de Chile, que, en forma invicta, se adjudicó su segundo título del Torneo Internacional de Chile.

### Datos de los equipos participantes
| Equipo               | Calidad                                                        |
| -------------------- | -------------------------------------------------------------- |
| Colo-Colo            | Anfitrión y campeón de la Primera División de Chile 1963       |
| Universidad de Chile | Anfitrión y subcampeón del Primera División de Chile 1963      |
| Flamengo             | Invitado y campeón del Campeonato Carioca 1963                 |
| Nacional             | Invitado y campeón de la Primera División de Uruguay 1963      |
| Racing               | Invitado y tercer lugar del Primera División de Argentina 1963 |

### Aspectos generales

#### Modalidad
El torneo se jugó en una sola rueda de cinco fechas, bajo el sistema de todos contra todos, resultando campeón aquel equipo que acumulase más puntos en la tabla de posiciones.

### Partidos

#### Fecha 1
| Pentagonal de Santiago de Chile 1964 1º fecha; 11 de enero de 1964 | Universidad de Chile        | 2:0 | Nacional | Estadio Nacional, Ñuñoa, Santiago (Chile)              |                                                        |
|                                                                    | Álvarez 18' · Sepúlveda 80' |     |          | Asistencia: 48.697 espectadores Árbitro(s): Mario Gasc | Asistencia: 48.697 espectadores Árbitro(s): Mario Gasc |

| Pentagonal de Santiago de Chile 1964 1º fecha; 11 de enero de 1964 | Colo-Colo   | 1:3 | Racing                                | Estadio Nacional, Ñuñoa, Santiago (Chile)                 |                                                           |
|                                                                    | Álvarez 89' |     | Oleniak 6' · Peano 35' · Cárdenas 78' | Asistencia: 48.697 espectadores Árbitro(s): Sergio Cruzat | Asistencia: 48.697 espectadores Árbitro(s): Sergio Cruzat |

- Libre: Flamengo

#### Fecha 2
| Pentagonal de Santiago de Chile 1964 2º fecha; 15 de enero de 1964 | Nacional                  | 2:0 | Racing | Estadio Nacional, Ñuñoa, Santiago (Chile)                   |                                                             |
|                                                                    | González 24' · Méndez 36' |     |        | Asistencia: 49.044 espectadores Árbitro(s): Domingo Massaro | Asistencia: 49.044 espectadores Árbitro(s): Domingo Massaro |

| Pentagonal de Santiago de Chile 1964 2º fecha; 15 de enero de 1964 | Universidad de Chile          | 3:2 | Flamengo                 | Estadio Nacional, Ñuñoa, Santiago (Chile)                        |                                                                  |
|                                                                    | Marcos 30' · Sánchez 46', 54' |     | Alves 18' · Espanhol 38' | Asistencia: 49.044 espectadores Árbitro(s): Carlos Robles Robles | Asistencia: 49.044 espectadores Árbitro(s): Carlos Robles Robles |

- Libre: Colo-Colo

#### Fecha 3
| Pentagonal de Santiago de Chile 1964 3º fecha; 18 de enero de 1964 | Flamengo                 | 2:0 | Racing | Estadio Nacional, Ñuñoa, Santiago (Chile)                  |                                                            |
|                                                                    | Osvaldo 24' · Airton 77' |     |        | Asistencia: 38.000 espectadores Árbitro(s): Claudio Vicuña | Asistencia: 38.000 espectadores Árbitro(s): Claudio Vicuña |

| Pentagonal de Santiago de Chile 1964 3º fecha; 18 de enero de 1964 | Colo-Colo | 0:1 | Nacional    | Estadio Nacional, Ñuñoa, Santiago (Chile)              |                                                        |
|                                                                    |           |     | Abeledo 74' | Asistencia: 38.000 espectadores Árbitro(s): Mario Gasc | Asistencia: 38.000 espectadores Árbitro(s): Mario Gasc |

- Libre: Universidad de Chile

#### Fecha 4
| Pentagonal de Santiago de Chile 1964 4º fecha; 22 de enero de 1964 | Flamengo                                 | 3:2 | Nacional                        | Estadio Nacional, Ñuñoa, Santiago (Chile)              |                                                        |
|                                                                    | Foguete 16' · Airton 33' · Carlinhos 88' |     | Méndez 36' (pen.) · Abeledo 82' | Asistencia: 64.072 espectadores Árbitro(s): Jaime Amor | Asistencia: 64.072 espectadores Árbitro(s): Jaime Amor |

| Pentagonal de Santiago de Chile 1964 4º fecha; 22 de enero de 1964 | Colo-Colo | 0:3 | Universidad de Chile                       | Estadio Nacional, Ñuñoa, Santiago (Chile)                   |                                                             |
|                                                                    |           |     | Fumaroni 15' · Sánchez 68' · Sepúlveda 83' | Asistencia: 64.072 espectadores Árbitro(s): Domingo Massaro | Asistencia: 64.072 espectadores Árbitro(s): Domingo Massaro |

- Libre: Racing

#### Fecha 5
| Pentagonal de Santiago de Chile 1964 5º fecha; 25 de enero de 1964 | Universidad de Chile | 1:0 | Racing | Estadio Nacional, Ñuñoa, Santiago (Chile) |                        |
|                                                                    | Fumaroni 10'         |     |        | Árbitro(s): Mario Gasc                    | Árbitro(s): Mario Gasc |

| Pentagonal de Santiago de Chile 1964 5º fecha; 25 de enero de 1964 | Colo-Colo | 0:2 | Flamengo                  | Estadio Nacional, Ñuñoa, Santiago (Chile) |                            |
|                                                                    |           |     | Foguete 5' · Paulinho 29' | Árbitro(s): Claudio Vicuña                | Árbitro(s): Claudio Vicuña |

- Libre: Nacional

### Tabla de posiciones
| Pos | Equipo               | PJ | PG | PE | PP | GF | GC | Dif | Pts |
| --- | -------------------- | -- | -- | -- | -- | -- | -- | --- | --- |
| 1   | Universidad de Chile | 4  | 4  | 0  | 0  | 9  | 2  | 7   | 8   |
| 2   | Flamengo             | 4  | 3  | 0  | 1  | 9  | 5  | 4   | 6   |
| 3   | Nacional             | 4  | 2  | 0  | 2  | 5  | 5  | 0   | 4   |
| 4   | Racing               | 4  | 1  | 0  | 3  | 3  | 6  | -3  | 2   |
| 5   | Colo-Colo            | 4  | 0  | 0  | 4  | 1  | 9  | -8  | 0   |

Pos = Posición; PJ = Partidos jugados; PG = Partidos ganados; PE = Partidos empatados; PP = Partidos perdidos; GF = Goles a favor; GC = Goles en contra; Dif = Diferencia de gol; Pts = Puntos
|  | Campeón |

### Campeón
| Chile                          |
| Universidad de Chile 2º título |

## Cuadrangular de Santiago de Chile 1964
El Cuadrangular de Santiago de Chile 1964 fue la 11.ª edición del torneo amistoso de fútbol, de carácter internacional, disputado en Santiago de Chile y se jugó desde el 7 de febrero hasta el 14 de febrero de 1964, una vez finalizado el Pentagonal de Santiago de Chile 1964.
El cuadrangular, que se desarrolló bajo el sistema de todos contra todos, contó con la participación de Universidad Católica y Universidad de Chile como equipos anfitriones, y de Independiente de Argentina y Palmeiras de Brasil como equipos invitados.
Todos los partidos se jugaron en el Estadio Nacional de Chile.
El campeón fue Independiente, que, en forma invicta, se adjudicó su primer título del Torneo Internacional de Chile.

### Datos de los equipos participantes
| Equipo               | Calidad                                                       |
| -------------------- | ------------------------------------------------------------- |
| Universidad de Chile | Anfitrión y subcampeón del Primera División de Chile 1963     |
| Universidad Católica | Anfitrión y quinto lugar de la Primera División de Chile 1963 |
| Independiente        | Invitado y campeón de la Primera División de Argentina 1963   |
| Palmeiras            | Invitado y campeón del Campeonato Paulista 1963               |

### Aspectos generales

#### Modalidad
El torneo se jugó en una sola rueda de cuatro fechas, bajo el sistema de todos contra todos, resultando campeón aquel equipo que acumulase más puntos en la tabla de posiciones.

### Partidos

#### Primera fecha
| 7 de febrero de 1964 | Palmeiras                           | 3:1 | Universidad Católica | Estadio Nacional de Santiago, Santiago                      |                                                             |
|                      | Vava · Servilio 71' · Tupazinho 74' |     | Ignacio Prieto 9'    | Asistencia: 66.083 espectadores Árbitro(s): Domingo Massaro | Asistencia: 66.083 espectadores Árbitro(s): Domingo Massaro |

| 7 de febrero de 1964 | Independiente    | 1:1 | Universidad de Chile | Estadio Nacional de Santiago, Santiago                    |                                                           |
|                      | Rolán 43' (pen.) |     | Pedro Araya 22'      | Asistencia: 66.083 espectadores Árbitro(s): Carlos Robles | Asistencia: 66.083 espectadores Árbitro(s): Carlos Robles |

#### Segunda fecha
| 12 de febrero de 1964 | Independiente                      | 3:1 | Palmeiras | Estadio Nacional de Santiago, Santiago                     |                                                            |
|                       | Suárez 40', 79' · Rolán 68' (pen.) |     | Vava 20', | Asistencia: 33.463 espectadores Árbitro(s): Claudio Vicuña | Asistencia: 33.463 espectadores Árbitro(s): Claudio Vicuña |

| 12 de febrero de 1964 | Universidad de Chile | 1:1 | Universidad Católica     | Estadio Nacional de Santiago, Santiago                 |                                                        |
|                       | Héctor Fumaroni 69'  |     | Néstor Isella 65' (pen.) | Asistencia: 33.463 espectadores Árbitro(s): Jaime Amor | Asistencia: 33.463 espectadores Árbitro(s): Jaime Amor |

#### Tercera fecha
| 14 de febrero de 1964 | Independiente       | 3:1 | Universidad Católica | Estadio Nacional de Santiago, Santiago                        |                                                               |
|                       | Suarez 2', 61', 79' |     | Orlando Ramírez 20'  | Asistencia: 35.816 espectadores Árbitro(s): Rafael Hormazábal | Asistencia: 35.816 espectadores Árbitro(s): Rafael Hormazábal |

| 14 de febrero de 1964 | Universidad de Chile | 0:0 | Palmeiras | Estadio Nacional de Santiago, Santiago                         |  |
|                       |                      |     |           | Asistencia: 35.8816 espectadores Árbitro(s): Sergio Bustamante |  |

### Tabla de posiciones
PJ=Partidos jugados; PG=Partidos ganados; PE=Partidos empatados; PP=Partidos perdidos; GF=Goles a favor; GC=Goles en contra; Dif=Diferencia de gol; Pts=Puntos
| Pos | Equipo               | PJ | PG | PE | PP | GF | GC | Dif | Pts |
| --- | -------------------- | -- | -- | -- | -- | -- | -- | --- | --- |
| 1   | Independiente        | 3  | 2  | 1  | 0  | 7  | 3  | 4   | 5   |
| 2   | Palmeiras            | 3  | 1  | 1  | 1  | 4  | 4  | 0   | 3   |
| 3   | Universidad de Chile | 3  | 0  | 3  | 0  | 2  | 2  | 0   | 3   |
| 4   | Universidad Católica | 3  | 0  | 1  | 2  | 3  | 7  | -4  | 1   |

## Campeón
| Argentina               |
| Independiente 1º título |